# Stictolissonota arcuata
Stictolissonota arcuata là một loài tò vò trong họ Ichneumonidae.